# Niklas Edin
Johan Niklas Edin (Sidensjö, 6 de julio de 1985) es un deportista sueco que compite en curling.
Participó en cuatro Juegos Olímpicos de Invierno, entre los años 2010 y 2022, obteniendo en total tres medallas, bronce en Sochi 2014, plata en Pyeongchang 2018 y oro en Pekín 2022.
Ganó diez medallas en el Campeonato Mundial de Curling entre los años 2011 y 2024, y once medallas en el Campeonato Europeo de Curling entre los años 2009 y 2023.
Fue el abanderado de Suecia en la ceremonia de apertura de los Juegos de Pyeongchang 2018.

## Palmarés internacional
| Juegos Olímpicos   | Juegos Olímpicos            | Juegos Olímpicos  | Juegos Olímpicos |
| Año                | Lugar                       | Medalla           | Prueba           |
| ------------------ | --------------------------- | ----------------- | ---------------- |
| 2014               | Sochi (Rusia)               | Medalla de bronce | Equipo           |
| 2018               | Pyeongchang (Corea del Sur) | Medalla de plata  | Equipo           |
| 2022               | Pekín (China)               | Medalla de oro    | Equipo           |
| Campeonato Mundial |                             |                   |                  |
| Año                | Lugar                       | Medalla           | Prueba           |
| 2011               | Regina (Canadá)             | Medalla de bronce | Equipo           |
| 2012               | Basilea (Suiza)             | Medalla de bronce | Equipo           |
| 2013               | Victoria (Canadá)           | Medalla de oro    | Equipo           |
| 2015               | Halifax (Canadá)            | Medalla de oro    | Equipo           |
| 2017               | Edmonton (Canadá)           | Medalla de plata  | Equipo           |
| 2018               | Las Vegas (Estados Unidos)  | Medalla de oro    | Equipo           |
| 2019               | Lethbridge (Canadá)         | Medalla de oro    | Equipo           |
| 2021               | Calgary (Canadá)            | Medalla de oro    | Equipo           |
| 2022               | Las Vegas (Estados Unidos)  | Medalla de oro    | Equipo           |
| 2024               | Schaffhausen (Suiza)        | Medalla de oro    | Equipo           |
| Campeonato Europeo |                             |                   |                  |
| Año                | Lugar                       | Medalla           | Prueba           |
| 2009               | Aberdeen (Reino Unido)      | Medalla de oro    | Equipo           |
| 2011               | Moscú (Rusia)               | Medalla de plata  | Equipo           |
| 2012               | Karlstad (Suecia)           | Medalla de oro    | Equipo           |
| 2014               | Champéry (Suiza)            | Medalla de oro    | Equipo           |
| 2015               | Esbjerg (Dinamarca)         | Medalla de oro    | Equipo           |
| 2016               | Renfrew (Reino Unido)       | Medalla de oro    | Equipo           |
| 2017               | San Galo (Suiza)            | Medalla de oro    | Equipo           |
| 2018               | Tallin (Estonia)            | Medalla de plata  | Equipo           |
| 2019               | Helsingborg (Suecia)        | Medalla de oro    | Equipo           |
| 2021               | Lillehammer (Noruega)       | Medalla de plata  | Equipo           |
| 2023               | Aberdeen (Reino Unido)      | Medalla de plata  | Equipo           |